# العلاقات البليزية البيروية
العلاقات البليزية البيروفية هي العلاقات الثنائية التي تجمع بين بليز وبيرو.

## مقارنة بين البلدين
هذه مقارنة عامة ومرجعية للدولتين:
| وجه المقارنة                                              | بليز         | بيرو                                   |
| --------------------------------------------------------- | ------------ | -------------------------------------- |
| المساحة (كم2)                                             | 22.97 ألف    | 1.29 مليون                             |
| عدد السكان (نسمة)                                         | 374.68 ألف   | 32.16 مليون                            |
| الكثافة السكانية (ن./كم²)                                 | 16.31        | 24.93                                  |
| العاصمة                                                   | بلموبان      | ليما                                   |
| اللغة الرسمية                                             | لغة إنجليزية | اللغة الإسبانية، اللغة الأيمرية، كتشوا |
| العملة                                                    | دولار بليزي  | سول بيروفي جديد                        |
| الناتج المحلي الإجمالي (بليون دولار)                      | 1.84 مليار   | 211.39 مليار                           |
| الناتج المحلي الإجمالي (تعادل القوة الشرائية) بليون دولار | 3.05 مليار   | 393.13 مليار                           |
| الناتج المحلي الإجمالي الاسمي للفرد دولار أمريكي          | 4.88 ألف     | 6.03 ألف                               |
| الناتج المحلي الإجمالي للفرد دولار أمريكي                 | 8.42 ألف     | 11.99 ألف                              |
| مؤشر التنمية البشرية                                      | 0.715        | 0.740                                  |
| رمز المكالمات الدولي                                      | +501         | +51                                    |
| رمز الإنترنت                                              | .bz          | .pe                                    |
| المنطقة الزمنية                                           | 00           | توقيت بيرو، 00                         |

## منظمات دولية مشتركة
يشترك البلدان في عضوية مجموعة من المنظمات الدولية، منها:
| علم المنظمة | اسم المنظمة                                                          | تاريخ انضمام بليز | تاريخ انضمام بيرو |
| ----------- | -------------------------------------------------------------------- | ----------------- | ----------------- |
|             | وكالة ضمان الاستثمار متعدد الأطراف                                   | 29 يونيو 1992     | 2 ديسمبر 1991     |
|             | منظمة الشرطة الجنائية الدولية                                        | ?                 | ?                 |
|             | منظمة حظر الأسلحة الكيميائية                                         | ?                 | ?                 |
|             | الاتحاد البريدي العالمي                                              | ?                 | ?                 |
|             | منظمة التجارة العالمية                                               | ?                 | ?                 |
|             | الفريق المعني برصد الأرض                                             | ?                 | ?                 |
|             | الأمم المتحدة                                                        | 25 سبتمبر 1981    | 31 أكتوبر 1945    |
|             | مؤسسة التمويل الدولية                                                | 19 مارس 1982      | 20 يوليو 1956     |
|             | يونسكو                                                               | 10 مايو 1982      | 21 نوفمبر 1946    |
|             | مؤسسة التنمية الدولية                                                | 19 مارس 1982      | 30 أغسطس 1961     |
|             | البنك الدولي للإنشاء والتعمير                                        | 19 مارس 1982      | 31 ديسمبر 1945    |
|             | وكالة حظر الأسلحة النووية في أمريكا اللاتينية ومنطقة البحر الكاريبي ‏ | ?                 | ?                 |
|             | الاتحاد الدولي للاتصالات                                             | 16 ديسمبر 1981    | 12 يوليو 1915     |

## وصلات خارجية
- موقع وزارة الخارجية البليزية
- موقع وزارة الخارجية البيروفية